# Голиков, Владимир Николаевич
Владимир Николаевич Голиков (род. 20 июня 1954, Пенза, РСФСР, СССР) — советский хоккеист, нападающий. Заслуженный мастер спорта СССР (1978).
Младший брат Александра Голикова. Воспитанник Пензенской детской спортивной школы профсоюзов «Труд» по хоккею с шайбой.
Выступал за «Дизелист» (Пенза) (1971—1973), «Химик» (Воскресенск) (1973—77), «Динамо» (Москва) (1977—1985).
Участник ветеранских турниров в составе ХК «Легенды хоккея СССР», член Правления и куратором конференции «Северо-Запад» Ночной хоккейной лиги, ведя деятельность по развитию любительского хоккея.

## Достижения
- Второй призёр ЗОИ 1980.
- Чемпион мира и Европы 1978, 1979, 1981, 1982, второй призёр ЧМ 1976. В ЧМЕ и ЗОИ — 50 матчей, 21 гол.
- Обладатель Кубка Вызова 1979 ( 2 матча 2 гола).
- Обладатель Кубка Канады 1981 (7 матчей, 3 гола).
- Второй призёр чемпионатов СССР 1978—1980, 1985, третий призёр 1981—1983. В чемпионатах СССР — 435 матчей, 172 гола.

## Награды
- Орден «Знак Почёта» (1981)
- Медаль «За трудовую доблесть» (07.07.1978)
- Медаль ордена «За заслуги перед Отечеством» II степени (2011)
- Орден Почёта (6 июня 2023) — за высокие спортивные достижения, большой вклад в популяризацию отечественного спорта и активное участие в развитии физической культуры страны[3]